# 24608 Алексвеселков
24608 Алексвеселков (1977 SL, 2000 AC152, 24608 Alexveselkov) — астероїд головного поясу, відкритий 18 вересня 1977 року.
Тіссеранів параметр щодо Юпітера — 3,507.